# Michail Andrejewitsch Agejew
Michail Andrejewitsch Agejew (russisch Михаил Андреевич Агеев, Transliteration Michail Andrejevič Agejev; * 22. April 2000 in Wolschski) ist ein russischer Fußballspieler.

## Karriere

### Verein
Agejew begann seine Karriere bei Lokomotive Moskau. Im April 2017 kam er in die Akademie des FK Dynamo Moskau. Im Februar 2019 kehrte er wieder zu Lok zurück, wo er für das drittklassige Farmteam Lokomotive-Kasanka Moskau spielen sollte. Für Kasanka kam er bis zum Ende der Saison 2018/19 zu sieben Einsätzen in der Perwenstwo PFL, in denen er vier Tore erzielte. Im Juni 2020 stand er gegen Rubin Kasan erstmals im Profikader. In der Saison 2019/20 kam er zu 16 Einsätzen für Kasanka.
Im August 2020 debütierte Agejew schließlich für die Profis in der Premjer-Liga, als er am ersten Spieltag der Saison 2020/21 gegen Rubin Kasan in der Nachspielzeit für Fjodor Smolow eingewechselt wurde. Dies blieb sein einziger Saisoneinsatz für die Profis. Für Kasanka kam er zu elf Drittligaeinsätzen.
Zur Saison 2021/22 wechselte Agejew innerhalb der Premjer-Liga zu Ural Jekaterinburg. Für Ural kam er zu elf Erstligaeinsätzen. Zur Saison 2022/23 wurde er an den Zweitligisten Wolgar Astrachan verliehen.

### Nationalmannschaft
Agejew spielte für Russlands U-16-, U-17- und U-19-Teams.